# 파르툴라상과
파르툴라상과는 육상 달팽이 분류 계통 중 한 상과이다.
병안류에 속하며, 하위 분류인 직수뇨관류에 속한다.

## 과
파르툴라상과가 포함하는 과들:
- 드라파르나우디아과
- 파르툴라과